# Danau Rombebai
Danau Rombebai är en sjö i Indonesien.   Den ligger i provinsen Papua, i den östra delen av landet, 3 500 km öster om huvudstaden Jakarta. Arean är 139 kvadratkilometer. I omgivningarna runt Danau Rombebai växer i huvudsak städsegrön lövskog. Den sträcker sig 12,1 kilometer i nord-sydlig riktning, och 19,3 kilometer i öst-västlig riktning.